# 1991 en Géorgie
Chronologie de la Géorgie
- 1987
- 1988
- 1989
- 1990
- 1991
- 1992
- 1993
- 1994
- 1995

Cette page recense des événements qui se sont produits durant l'année 1991 en Géorgie.

## Chronologie

### Janvier
- 5 janvier : début de la première guerre d'Ossétie du Sud. Durant la nuit du 5 au 6 janvier, les troupes géorgiennes (6 000 hommes) entrent à Tskhinvali où les tendances séparatistes font rage depuis 1989. Les Ossètes répondent en attaquant des maisons et des écoles géorgiennes, contre quoi la police nationale répond en pilonnant des villages ethniquement sud-ossètes.

- 7 janvier : Mikhail Gorbatchev publie un décret condamnant aussi bien la déclaration d'indépendance de Tskhinvali que l'annulation géorgienne de l'Oblast autonome d'Ossétie du Sud.

- 10 janvier : le président de l'Union soviétique Mikhail Gorbatchev pose un ultimatum au leader géorgien Zviad Gamsakhourdia, lui demandant de retirer ses troupes d'Ossétie du Sud. Gamsakhourdia refuse et prend cet ultimatum pour une « déclaration de guerre ».

- 29 janvier : le leader indépendantiste d'Ossétie du Sud Lioudvig Tchibirov est invité à Tbilissi pour entamer des négociations avec le gouvernement géorgien. Mais un piège lui est tendu et il est emprisonné. Il restera dans sa prison jusqu'en décembre de la même année.

- 31 janvier : sur décret présidentiel, la Garde nationale géorgienne est créée. Cet acte représente l'indépendance de la Géorgie dans le cadre militaire vis-à-vis de l'URSS.

### Février
- 5 février : Tbilissi coupe les ressources naturelles à sa province séparatiste d'Ossétie du Sud en signe de protestation. À Tskhinvali, une crise humanitaire débute avec l'absence d'électricité (en plein hiver), d'eau courante et de nourriture. La télévision russe qualifie la situation locale comme « pire que Leningrad en 1942 ».

- 18 février : la faction paramilitaire Mkhedrioni, fondée comme société humanitaire après le tremblement de terre arménien de 1988, forme une base de 7 000 hommes dans les alentours de Tbilissi. L'armée soviétique et la Garde nationale géorgienne envahissent la base, causant plusieurs blessés.

- 19 février : Djaba Iosseliani, leader de la faction paramilitaire anti-Gamsakhourdia, est capturé et emprisonné par les autorités géorgiennes. C'est le début de l'arrestation des opposants politiques du régime Zviad Gamsakhourdia.

### Mars
- 17 mars : un référendum sur le nouveau Traité de l'Union est organisé sur le territoire de l'URSS. La Géorgie refuse d'y participer en marque de protestation pour les sanctions soviétiques sur le territoire géorgien. De plus, les régions séparatistes d'Ossétie du Sud et d'Abkhazie y participent et votent en faveur du nouveau traité.

- 26 mars : les combats continuent en Ossétie du Sud et les troupes soviétiques interviennent de plus en plus dans le conflit. Des accrochages militaires entre Géorgiens et Soviétiques font par ailleurs trois morts dans la région.

- 31 mars : la Géorgie organise un référendum sur l'indépendance du pays dans lequel l'Abkhazie et l'Ossétie du Sud ne participent pas. Plus de 98 % votent en faveur de l'indépendance.

### Avril
- 9 avril : le Parlement géorgien vote à l'unanimité pour l'Acte de Restauration de l'Indépendance de la Géorgie. Zviad Gamsakhourdia, dernier président du Conseil Suprême de la République de Géorgie, est nommé président par intérim et des élections présidentielles sont prévues pour le mois de mai. Toutefois, Gamsakhourdia déclare que Tbilissi ne fera pas directement sécession de l'Union soviétique.

- 14 avril : Zviad Gamsakhourdia est nommé Président de la République par le Parlement, plus d'un mois avant les élections au suffrage universel prévues pour le 26 mai.

- 30 avril : un terrible tremblement de terre se produit dans le nord du pays. Plus de 40 morts sont à déplorer. L'épicentre se trouvait apparemment dans le nord de l'Ossétie du Sud, mais des répliques ont été ressenties dans les districts de Satchkhere, Tchiatoura, Oni et Ambrolaouri. Après cette catastrophe naturelle (7,2 sur l'échelle de Richter), un village entier a même été rayé de la carte.

### Mai
- 26 mai : des élections présidentielles multipartites au suffrage universel sont organisées pour la première fois en Géorgie. Près d'une dizaine de candidats sont enregistrés, mais Zviad Gamsakhourdia remporte avec 87 % des suffrages exprimés. Son opposition dénonce toutefois une large fraude électorale. Comme dans les anciens votes, l'Abkhazie et l'Ossétie du Sud, où des tendances séparatistes graves font rage depuis au moins deux ans, n'y participent toujours pas.

### Août
- 19 août : à Moscou, des généraux conservateurs communistes se révoltent contre la politique trop libérale de Mikhail Gorbatchev qui risque de détruire l'Union soviétique. C'est le Putsch de Moscou. Tbilissi condamne officiellement la tentative de coup d'État, mais Zviad Gamsakhourdia prétend que ledit putsch n'était en fait qu'une invention de Moscou. Les régions séparatistes d'Abkhazie et d'Ossétie du Sud soutiennent quant à elles les meneurs du coup.

- 19 août : Le Premier ministre Tenguiz Sigoua et deux autres ministres démissionnent pour protester contre la lenteur des réformes économiques du gouvernement de Zviad Gamsakhourdia. Ils rentrent tous les trois dans l'opposition et Mourman Omanidze est nommé Premier ministre par intérim.

- 23 août : avec l'aide de l'armée soviétique, Zviad Gamsakhourdia publie un décret désarmant la Garde nationale et limogeant son commandant Tenguiz Kitovani. Ce dernier rejoint l'opposition et se réfugie en dehors de Tbilissi pour préparer un coup d'État.

- 27 août : le régime de Zviad Gamsakhourdia bannit le Parti communiste de la Géorgie.

- 28 août : le Ministère de la Défense de Géorgie est créé. Cette création marque une nouvelle étape dans la lutte pour l'indépendance géorgienne.

### Septembre
- 2 septembre : d'importantes manifestations se déroulent dans les rues de Tbilissi. Sur l'Avenue Roustaveli, la principale artère de la capitale géorgienne, la Garde nationale tire violemment sur le peuple.

- 6 septembre : Tbilissi annonce la rupture de ses relations avec l'Union soviétique, sur le bord de l'effondrement. En effet, Zviad Gamsakhourdia accuse Moscou d'alimenter son opposition.

- 26 septembre : Zviad Gamsakhourdia proclame l'état d'urgence à Tbilissi pour lutter contre l'opposition qui manifeste dans les rues de la capitale depuis le début du mois.

### Décembre
- 22 décembre : le Président Zviad Gamsakhourdia se réfugie avec les derniers membres fidèles de son gouvernement dans un bunker dans le Parlement. L'opposition, désormais armée et équipée par les dernières troupes soviétiques présentes dans la région, attaque le bâtiment. C'est le début de la guerre civile.